# Distrito de Enying
El distrito de Enying (húngaro: Enyingi járás) es un distrito húngaro perteneciente al condado de Fejér.
En 2013 su población era de 13 187 habitantes. Su capital es Enying.

## Municipios
El distrito tiene una ciudad (en negrita), 2 pueblos mayores (en cursiva) y 6 pueblos (población a 1 de enero de 2012):
- Dég (2047)
- Enying (6768) – la capital
- Kisláng (2346)[3]
- Lajoskomárom (2110)
- Lepsény (3029)[3]
- Mátyásdomb (723)[3]
- Mezőkomárom (905)
- Mezőszentgyörgy (1309)[3]
- Szabadhídvég (838)